# Scorpaenodes tredecimspinosus
Scorpaenodes tredecimspinosus és una espècie de peix pertanyent a la família dels escorpènids.

## Descripció
- Fa 6,5 cm de llargària màxima.[6][7]

## Hàbitat
És un peix marí, associat als esculls de corall i de clima subtropical (37°N-7°N).

## Distribució geogràfica
Es troba a l'Atlàntic occidental: des de Carolina del Nord i les Bahames fins a São Paulo (el Brasil).

## Observacions
És inofensiu per als humans.